# Przywodzie (powiat choszczeński)
Przywodzie – kolonia w Polsce położona w województwie zachodniopomorskim, w powiecie choszczeńskim, w gminie Choszczno.
W latach 1975–1998 miejscowość administracyjnie należała do województwa gorzowskiego.